# Trac
Trac（トラック）は、ソフトウェアのプロジェクト管理とバグ追跡のためのツールである。ウェブベース、オープンソースであり、CVSTracに影響を受けた。Edgewall Softwareにより開発され、保守されている。
TracはPythonにより実装されている。2005年の中ごろまではGPLで配布されていたが、バージョン0.9以降は修正BSDライセンスで配布されている。
修正BSDライセンスとGPLは、どちらも自由ソフトウェアライセンスである。
Windows環境向けにはWindows上にSVN/Trac含めた環境を簡単に構築できるTrac Lightningがある。

## 機能
Tracはバグのデータベース、バージョン管理、ウィキ間のハイパーリンク情報を提供する。
また、Subversion、Git、Mercurial、Bazaarといったバージョン管理システムへのウェブインタフェースも提供する。またテスト管理システムTestLinkとも連携可能。
現在のバージョンのTrac（0.11以降）では、フロントエンドにGenshiというテンプレートシステムを用いている。0.10以前はClearSilverというテンプレートシステムを標準で利用していた。
その他の機能：
- プロジェクト管理（ロードマップ、マイルストーンなど）
- チケットシステム（バグトラッキング、タスク）
- きめこまやかなパーミッション設定（ver 0.11以降）
- 最近の活動のタイムライン
- ウィキ（MoinMoinに似た文法）
- カスタマイズ可能なレポート
- VCS Webインタフェース
- RSSフィード
- 複数プロジェクトのサポート
- iCalendarのエクスポート
- 複数リポジトリのサポート（ver 0.12以降）
- インタフェースのローカリゼーション（ver 0.12以降）